# نوویه موگری
نوویه موگری (به لاتین: Novoye Mugri) یک منطقهٔ مسکونی در روسیه است که در داغستان واقع شده‌است.